# Christopher Morales
Pour les articles homonymes, voir Morales.
Morales  Fontán est un nom espagnol. Le premier nom de famille, en général paternel, est Morales ; le second, en général maternel, souvent omis, est Fontán.
Christopher Morales, né le 5 juin 2002 à Orocovis, est un coureur cycliste portoricain.

## Biographie
Christopher Morales est originaire d'Orocovis,. 

## Palmarès et résultats

### Par année
- 2019
  - 3e du championnat de Porto Rico de VTT cross-country juniors
- 2021
  - Circuito Brujo
- 2022
  -  Champion de Porto Rico du contre-la-montre espoirs
  -  Médaillé d'or de la course en ligne aux Jeux de la Caraïbe
  - 2e du championnat de Porto Rico sur route
  -  Médaillé de bronze du contre-la-montre aux Jeux de la Caraïbe
  -  Médaillé de bronze du championnat de la Caraïbe du contre-la-montre espoirs
- 2023
  -  Champion de Porto Rico sur route
  -  Champion de Porto Rico du contre-la-montre[3]
  - 2e étape du Grand Prix Abimota
  - 2e épreuve du Circuito Montañés
- 2024
  - Circuito Brujo
- 2025
  -  Champion de Porto Rico du contre-la-montre
  - Ronda al Maestrat
  - Clàssica Isaac Gálvez
  - Gran Premi del Préssec
  - 2e du championnat de Porto Rico sur route

### Classements mondiaux
| Année            | 2022 |
| ---------------- | ---- |
| UCI America Tour | 86e  |